# ナムソスの戦い
ナムソスの戦い（ナムソスのたたかい）とは、1940年4月から5月初旬にかけて、ノルウェー中部のナムソス周辺で行なわれたイギリス・フランス・ポーランド・ノルウェー連合軍とドイツ軍の戦闘。ドイツ軍のノルウェー侵攻にたいして、イギリスは最初に、ナルヴィクに派遣軍を送ったが、トロンハイムの奪還の必要性が指摘され、トロンハイム奪還の為に、ナムソスとオンダルスネス(トロンハイムの南)へも派遣軍を送り、南北からトロンハイムのドイツ軍を挟撃することを計画した。しかし、トロンハイムを占領したドイツ軍は、急速に空軍力を展開し、この地域の制空権はドイツ軍に握られた。連合軍の空の傘は、イギリス空母の艦載機だけであったが、これらは旧式であり、ドイツ空軍の地上配備機には、刃がたたなかった。ナムソスからトロンハイムまでは、遠くて平坦な道ではなく、兵力展開も遅すぎて、トロンハイム攻略の見込みはなかったので、連合国軍は、5月初旬に撤退した。ノルウェー中部での敗退により、イギリス議会内では、ネヴィル・チェンバレン首相に対する信任が低下し、5月10日にチェンバレンは首相を辞職し、後任にはウィンストン・チャーチルが就いた。

## 背景
1940年4月9日未明に、ドイツは、ヴェーザー演習作戦北で、ノルウエーのオスロ、ナルヴィク、トロンハイム、スタヴァンゲルなど7箇所に、同時に侵攻した。イギリスは、R4計画で、ナルヴィクおよびトロンハイムを占領する計画が進行中だったが、ドイツ軍の動きに対応する為、急遽、4月8日に中止された。4月9日早朝に、ノルウェー政府から、緊急の軍事支援を求められた英仏政府は、軍事支援に異論はなかったが、どこに軍を送るかには、議論が百出した。ノルウェー政府、英仏大使は、オスロに侵攻してきたドイツ軍の手から逃れるために移動中であり、連絡が取れず、ノルウェーが何を必要としているか不明だった。結局、4月11日に、第一陣として、第24警護旅団と第146歩兵旅団、計6個大隊相当をナルヴィクへ送る事に決まった。フランスの発案で、スウェーデンに連合国側にたって参戦するようストックホルムを訪れた英仏連合使節団は、スウエーデン当局者から、絶対中立維持の回答を得たが、それとともに、ノルウェーを救うにはトロンハイムの奪還が必要、との助言を得た。更に、4月12日には、避難していたオスロ駐在イギリス大使とも連絡が付き、ノルウェー軍司令官ルーゲが求めているのは、やはり、トロンハイムの奪還であることが明らかになった。そこで、トロンハイムの重要性が英仏側でも認識されたが、既に計画されていたナルヴィク派兵の第一陣は、4月12日にスコットランドを出港していた。4月13日に、第2次ナルヴィク海戦の結果が伝わると、ナルヴィクの奪還は容易そうに考えられたので、イギリスの戦時内閣は方針を変更して、第146歩兵旅団を、ナムソス(トロンハイムの北北東約90km)に上陸させることにした。これらの部隊は、もともと、R4計画に予定されていた部隊だが、R4計画は、平和的な進駐を前提とした上陸作戦で、敵前上陸の為の装備や訓練は受けていなかった。更に、4月8日に急遽、艦艇や輸送船から下船された為、重装備と分離された状態になっており、重装備を欠いていた。ハーシュタおよびナムソスについても、英仏側では、現地の状況はつかめておらず、手探り状態であった。

## 連合軍の反攻計画
ナルヴィク、トロンハイム、オスロ、ベルゲンなどノルウェーの主要地域は奇襲により、攻撃作戦開始初日に制圧され、ノルウェー軍はオスロ北方でドイツ軍を戦っていた。イギリス、フランスの首相及び軍事顧問は、ノルウェー軍と接続を行いドイツ軍が北へ進撃するのを阻止するためにトロンヘイムを取り戻すことを決定する際、同意見であった。
これが成功すれば、連合軍はドイツの鉄鉱石の輸入の多くを阻止することが可能になり、さらにノルウェー北部の空軍及び海軍基地を得ることとなるはずであった。
引退した海軍元帥で国会議員を務めるロジャー・キース卿（en）はチャーチルに繰り返し、必要に応じて旧式戦艦を繰り出してドイツ軍からトロンヘイムを奪い返すことを訴え、攻撃作戦の司令官を務めると申し出た。
計画では、最近、ドイツ軍によって占領された海岸砲を旧式戦艦が撃破してトロンヘイムフィヨルドへ侵入、そこで陸海空軍共同の上陸を行い、都市を奪取することになっていた。そして都市で挟撃作戦を行うため、フィヨルド南北で上陸を行うことも決定された。これらの決定に対して、参謀長であるダドリー・パウンド第一海軍卿、陸軍はエドムンド・アイアンサイド卿、空軍はシリル・ニューウェル卿（en）らが責任を負うこととなった。
しかしイギリス軍参謀長が怖気づいたため、狭い箇所への上陸は単なるデモストレーションと化した。これにより、イギリス空軍はトロンヘイムを利用することができなくなることを意味しており、同様に陸軍部隊がドイツ空軍、ドイツ海軍の部隊と戦わなければならないことを意味していた。チャーチルはこの作戦に非常に失望したが、陸軍、空軍の上層部、海軍アドバイザーらが合同して反対することに直面した。このため、チャーチルは引き下がらなければならなくなった。後にキースは卒中を発症、この発症は何よりもノルウェーでの作戦を終わらせるよう政府を攻撃していた連中に参加することとなった。
ナムソス（当時3,615名の住人がいた）はその位置と施設から、北側の攻撃を担当する部隊を上陸させるのに理論的に良い位置であると考えられた。ナムソスへのアプローチと港は一年中、凍ることがなく、材木取引のために1940年までにナムソスの港は320から770フィート幅で18から30フィートの深さを持ち、3つの良い波止場（ひとつは石でできていた）が備わっていた。これらの条件はより小さな軍艦が輸送を行いつつもトロンヘイム奪還のために部隊と物資を上陸させるには適当なものであった。その上、ナムソスはノルトラント鉄道線の支線上に存在しており、さらに砂利道が約40マイル南方のトロンヘイムへつながっていた。

## 阻止作戦
ノルウェー沿岸で軽巡洋艦シェフィールド、駆逐艦ソマリ、マシオナ、マタベレ、アフリディ、シーク、モホークと共に活動していた軽巡洋艦グラスゴーのF・H・ペグラム（en）大佐は、1940年4月13日に、上陸に先立つ調査のためナムソスにイギリス海兵隊などからなる小規模な部隊を上陸するよう命じられた。上陸部隊はエッド大佐が率い、4月14日に上陸後、町の郊外にある丘で防衛位置を確保し始めたが、すぐにドイツ空軍の航空機をひきつけることとなった。
最初の上陸が成功すると、素早く兵力を増強するため、既に出港しナルビクへ向かっていた部隊が転用されることになった。それは第146旅団で、輸送船エンプレス・オブ・オーストラリアとポーランドのホロブルィ（Chrobry）に乗っていた。
また、エイドリアン・カートン・デ・ウィアート中将が4月14日に北西遠征軍の指揮官に任命指名され、4月15日にショート サンダーランド飛行艇でナムソスに向かった。デ・ウィアートは着水時にドイツ軍機による銃撃を受けた。同行していた彼の部下は負傷したため、イギリスへ帰国しなければならなかったが、デ・ウィアートは空爆の間、その勇敢さによって配下の部隊を奮起させた精力的で有能な指揮官であった。しかし、連合軍の航空機はドイツ空軍に対抗してナムソス上空の援護に使用することができなかった。
ナムソスの港湾設備は不十分であり空襲による危険が大きいため、兵員は一旦輸送船から駆逐艦に移してからナムソスに向かったほうが良いとの駆逐艦ソマリ艦長の提案が採用され、兵員は100マイル北方のネースナ（en）のLillesjonaで輸送船から駆逐艦に移されることになった。4月16日に輸送船から駆逐艦アフリディ、シーク、マタベレ、マシオナ、ヌビアンへの移送作業が開始されたが、その途中でドイツ軍機による攻撃を受けた。被弾した艦はなかったが、移送作業が途中のまま駆逐艦はナムソスへと向かった。デ・ウィアート以下将校36名、兵員1,208名を載せた駆逐艦は、同日中にそれらをナムソスとBangsundに上陸された。

## 上陸、そして南へ

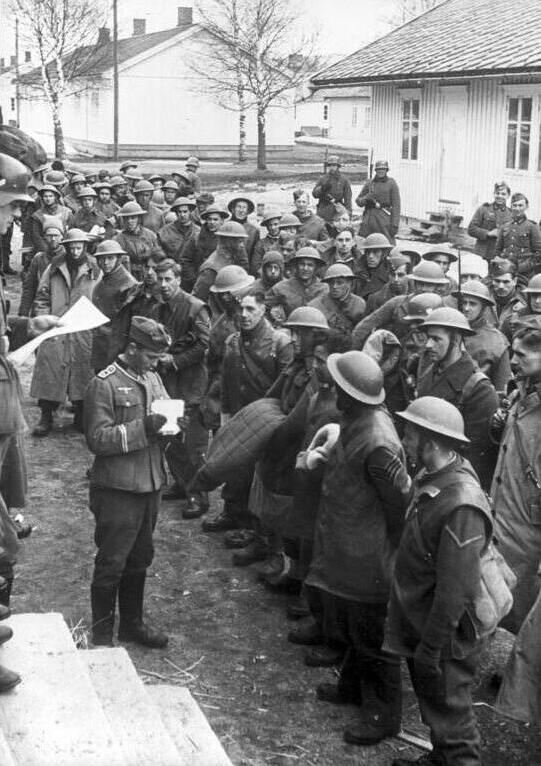
1940年4月、イギリス軍の捕虜、トロンヘイムにて

デ・ウィアートは4月下旬、ナムソスにおける5時間の暗闇の中、分散した部隊と機材を船から降ろして丘へ輸送することを管理、それらを強行させた。何度かドイツ軍は偵察飛行を行ったが、前夜に上陸が行われたことに気づかなかった。ウィアートにはムソスに司令部を設立する時間が無く、ナムソスフィヨルドを横断する長い橋梁へとさらにBangsundの村を占領するために使用する南へ伸びる2つの道のひとつを押さえるために防衛隊を派遣した。それらがノルウェー軍のオレ・ゲッツ（Ole Getz）大佐指揮下の少数の部隊と合流した所で、彼はさらに2番目ルートである直接Bangsundの村へ向かわず、一旦、Grongへ向かうルートの南沿いの真東へ300名を送った。そして、トロンヘイムフィヨルドの先頭にあるBreitstadfjordへ向かうためにより小さなグループはBangsundの南へ送られた。
デ・ウィアートはより素早く彼の部隊が南をとるならば、ドイツ軍からトロンヘイムを奪うチャンスが高くなることに気づいた。彼は、最優先事項として、ドイツ軍がトロンヘイムへ到着する前に、南へ向かう2つの道が合流しているスタインシャーへ到着するべきであると考えた。
一方、駆逐艦がナムソスに向かった後もLillesjonaではドイツ軍機による攻撃が続いていた。そのため、護衛部隊のレイトン提督は、駆逐艦が戻るのを待たず輸送船をナムソスへ向かわせることを決めた。Lillesjonaに残存した部隊の大部分はエンプレス・オブ・オーストラリアに乗船していたが、より速度の速いホロブルィに集められた。そして、ホロブルィは軽巡洋艦カーリューなどに護衛されてナムソスに向かい、部隊を上陸させた。ドイツ軍の爆撃機が到着する前に輸送船が逃げるために、狂ったような忙しさの中、兵士らは装備の多くを持たずに上陸した。しかし、デ・ウィアートは偵察機が到着する前に部隊の分散化に成功した。
この時、デ・ウィアートはトロンヘイムフィヨルドへの直接攻撃が取り消されたことを知らなかった。ナムソスで消費された彼の時間を通して、ノルウェー以外の場所で発生したことについて完全な知識を持たないままであった。

## フランス軍の到着
フランスアルペン猟兵の2個大隊は4月19日、激しい爆撃の中、上陸した。フランス軍を輸送していた輸送船のうちのひとつは港に入港するにはあまりにも長すぎたため、フランス軍の機材の多くをおろすことなくイギリスへ戻ったため、スキーのための装備や輸送のための騾馬をおろすことができなかった。フランス軍はほとんど航空支援のないまま、爆撃に耐え、ナムソスに滞在した。フランスの軽巡洋艦エミール・ベルタンが輸送船団の護衛中にドイツ軍機による攻撃で損傷した。全体で約6,000名の連合軍将兵が岸へ配置された。
フランス軍は機材が不足していたため、ほとんどの場合、短期間の作戦行動では参加することがなかった。戦いの最終段階で撤退する前に、連合軍の部隊はナムソスへ戻ったため、彼らは幾分かこれに従事した。

## 南での激突

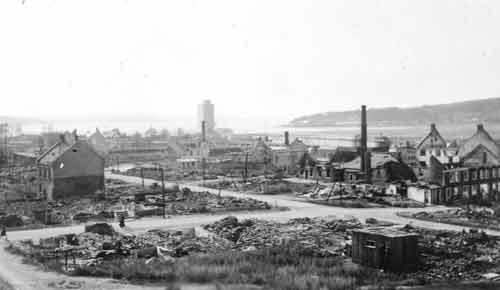
爆撃を受けた後のスタインシャー

4月21日までにイギリス軍は素早く南のヴァルダール(en)の村落へ向かいトロンヘイムフィヨルドから数マイル、内陸にあるインナ川を横切る道と鉄道橋を占領した。これらはフィヨルドから数マイル下方にあり、トロンヘイムとナムソスのちょうど中間に存在した。不吉なことに、彼らはフィヨルド内でドイツ海軍の砲艦、武装トロール船2隻及び、駆逐艦を発見した。これらは上陸した後の彼らの側面に部隊を上陸させることができ、さらに砲火を浴びせることができたが、連合軍部隊にはこれに対応する手段がなかった。
デ・ウィアートが4月15日にナムソスへ上陸したとき、ドイツ軍はトロンヘイム地域、都市およびスウェーデンの鉄道沿いにいくつかに別れておよそ1,800名が存在した。ドイツ軍はヴェルネス（Varnes）飛行場（現：トロンヘイム空港）を占領したことにより、毎日部隊を空輸することが可能となり、4月18日までに3,500名、翌日には5,000名にまで増加していた。彼らは装備は充実していたが、野戦砲が不足していた。一部のドイツ軍はヘグラ（en）へ展開、そこでノルウェー軍251名が構築した古い国境要塞（en）で持ちこたえていた。彼らはフィヨルドへ進撃を開始、先行した偵察部隊は4月16日、ヴァルダールに到着した。
ヴァルダール橋はノルウェー軍約80名が防衛、クラッグ・ヨルゲンセン・ライフルとコルトM/29重機関銃で武装していた。21日朝、ドイツ軍が攻撃を開始したとき、ノルウェー軍は偶然居合わせたイギリス陸軍工兵隊がこれを支援、一時間半の間、ドイツ軍の攻撃を寄せ付けなかった。大部分のイギリス軍はもう少し後ろに位置していたが、ドイツ軍は側面に回る試みにおいて、イギリス軍の背後の数箇所に部隊を上陸させ、イギリス軍の主力の注意を引いた。このため、イギリス工兵隊とノルウェー軍は分断されることを恐れ、撤退した。
戦いは激しさを増し、ドイツ軍はかんじきやスキーを装備、さらに大迫撃砲と軽野戦砲を橇で運んでいたため有利であった。さらに彼らは飛行場から35マイル離れた箇所で空軍の支援と海軍からの艦砲射撃の支援を受けていた。
これらの中、イギリス軍、ノルウェー軍らは混乱を起こすことなく、ドイツ軍の最初の動きへ対処することに成功、激しい戦いがVist（en）周辺で行われた。ドイツ軍の最初の攻撃は撃退されたが、ドイツ軍は深い雪の中をスキーを利用して展開、イギリス軍の側面へ回り込んだ。
ドイツ空軍は4月21日、スタインシャーでイギリス軍の前線基地を攻撃してこれを破壊、イギリス軍の機材に多くの被害を与え、さらに家242軒を破壊、1,800名以上のノルウェー民間人が家を失うこととなった。爆撃で町の80%が破壊されたが、死者は出なかった。

## 爆撃

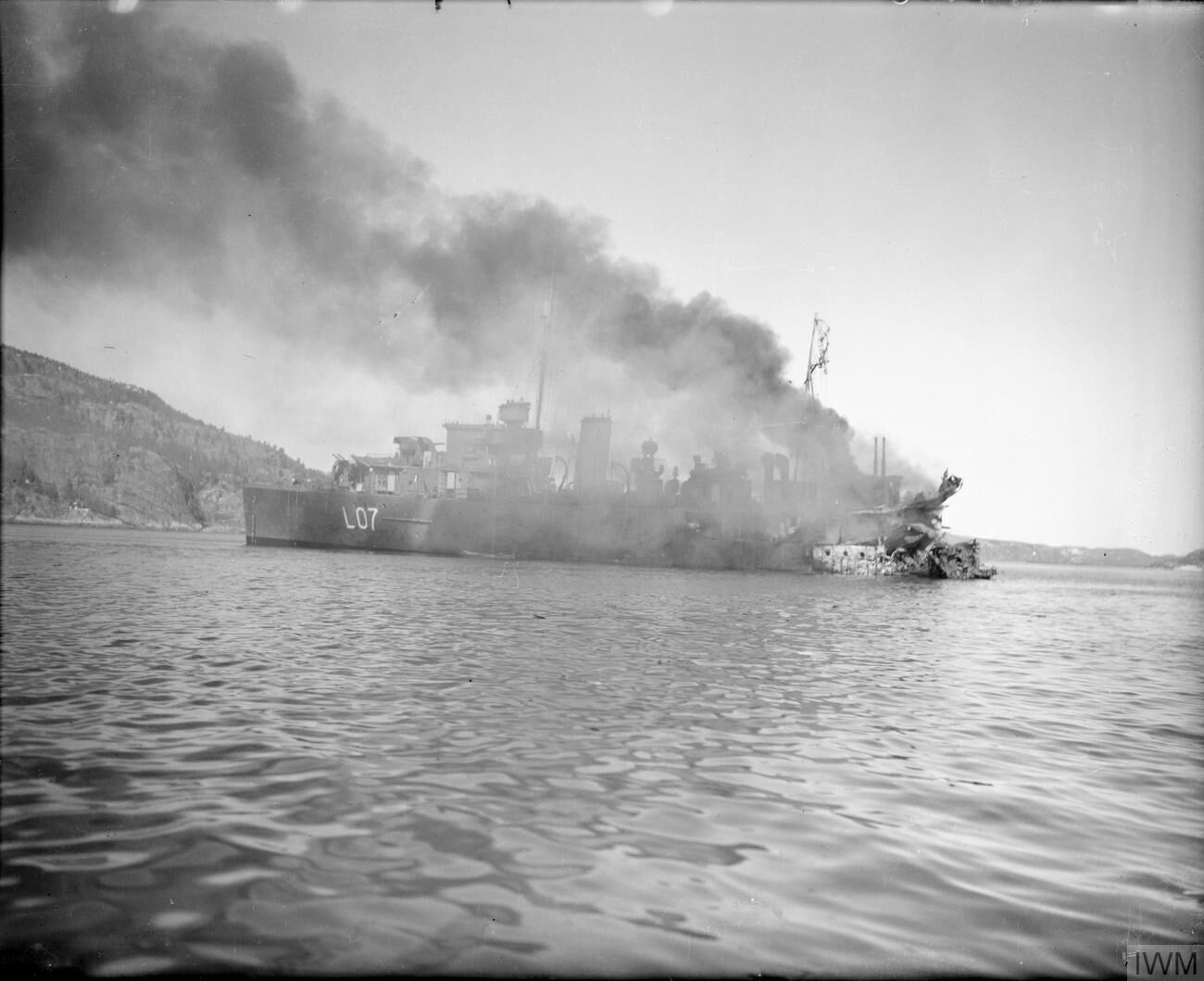
艦尾に爆弾の直撃を受けて炎上するイギリス艦ビターン、ナムソスフィヨルドにて。

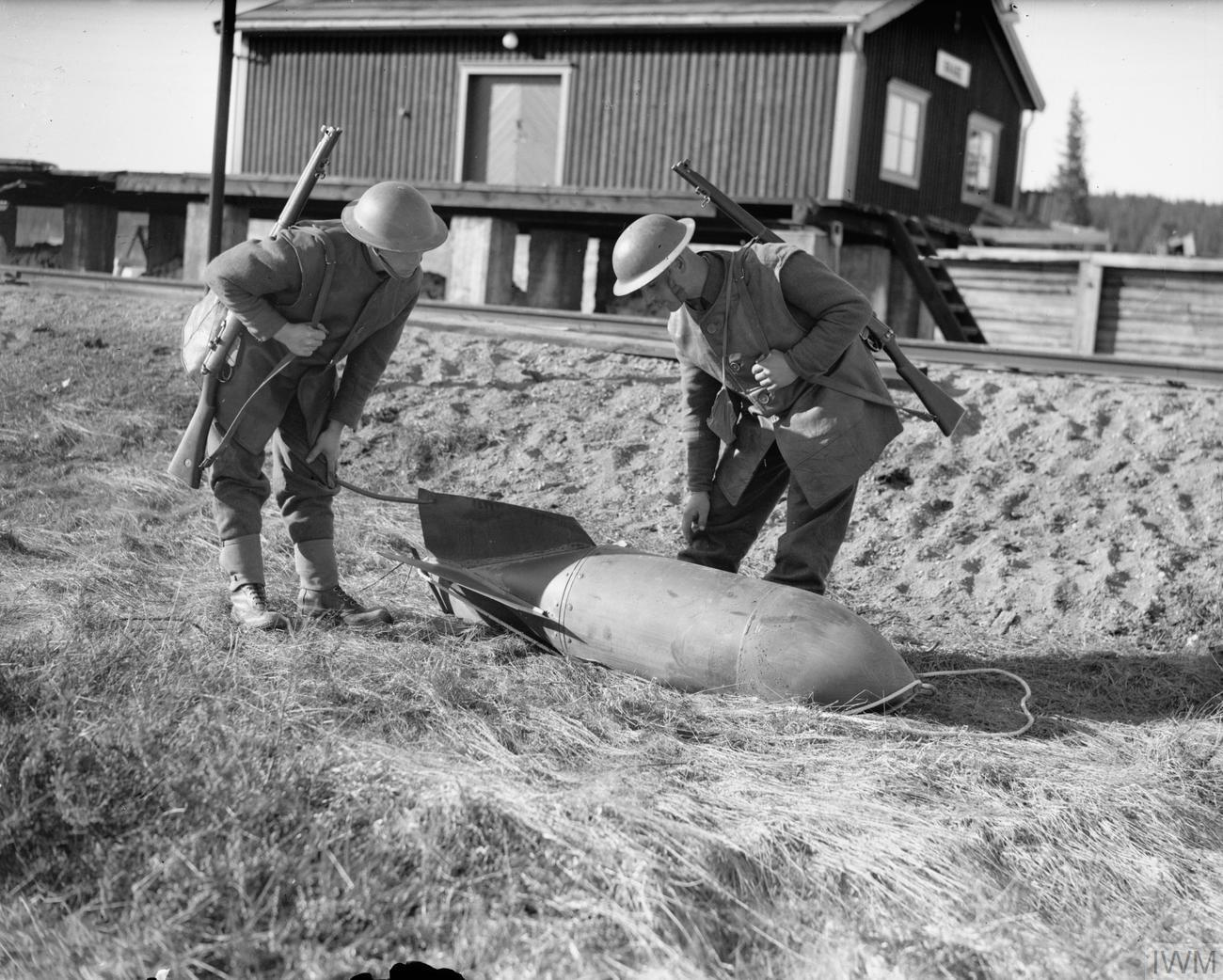
ナムソス近郊のグロング駅でドイツ軍の不発弾を調査する連合軍。1940年4月

4月20日、ドイツ空軍の爆撃機はナムソスの木造家屋の多くを破壊した。攻撃は一日中続き、ほとんどの木造家屋、鉄道駅、教会、フランス軍本部、木造の波止場2箇所が破壊、石で構築されていた波止場は被害を受けた。こうしてノルウェーの人々は連合軍の支援のために、多大な犠牲を払うこととなった。ドイツ軍の爆撃機14機はフィヨルド内を航行していた対潜トロール船ラットランドシャー（Rutlandshire）を攻撃し撃沈した、生存者は水中で機関銃の銃撃を受けた。しかし、戦死者がなく、わずか2名が負傷するにとどまった。
ナムソスでの空爆は戦いの間、続けられた。
イギリス軍はナムソスを出入りする艦艇のために潜水艦攻撃から保護する必要性を感じていた。空軍の支援が存在しなかったため、作戦に参加していた小型艦艇、対潜スループ、対潜トロール船らは空爆に晒されており、4月30日、イギリス海軍スループ、ビターン（en）はユンカースJu87の爆撃で大損害を受け処分された。また、イギリスの対潜トロール船セント・ゴラン（St. Goran）も損傷し、乗員によって翌日沈められた。5月1日、今度は対潜トロール船、ゴール（Gaul）、アストン・ヴィラ（Aston Villa）が航空攻撃により失われた。別のトロール船アラブ（en）はセント・ゴランから乗組員を受け入れ、4月28日から5月2日までアラブは31回の空爆に耐えた。その後、この5日間の功績をたたえられ、艦長のリチャード・ビーン・スタナード（en）（イギリス海軍予備員）はヴィクトリア十字勲章を与えられた。
ノルウェー空軍は周辺に展開した部隊が存在せず、ドイツ軍に対応する唯一の空軍部隊はイギリス軍が上陸している間、存在しただけであった。短期間のパトロールは航空母艦グローリアスからいくつかの旧式複葉戦闘機、グロスター グラディエーターが沖合いで行うのみであったが、彼らはドイツ軍機3機を撃墜した。グローリアスから飛び立ったグラディエーター8機はレスヤスクーグ（en）の凍ったLesjaskogsvatnet（湖）のから短距離のみ活動したが、南のナムソスを支援するにはあまりにも遠かった。

## 撤退
デ・ウィアートは4月28日、ナムソスからの撤退命令を受け、29日、駆逐艦（イギリス海軍3隻、フランス海軍1隻）の撤退船団はルイス・マウントバッテン卿の指揮の下、スコットランドのスカパ・フローを出発した。より強力な艦隊はドイツ海軍の巡洋戦艦からの船団の保護を行うために、少し離れて続いていた。船団は北海を横断したため、5月1日、爆撃を受けた。その晩、船団はキャ（Kya）灯台のランデブーポイントの40マイル手前で濃霧に遭遇、それはナムソスから海路で40マイル地点であった。その夜行われる予定であった撤退計画は取り消さざるを得なくなった。一方、ドイツ軍はナムソス郊外の丘で連合軍の後衛にまで至っており、また、霧が昼間晴れたならば、護衛艦らは空爆に晒される危険が存在した。
マウントバッテンは夜を待たず、5月2日、船団を霧峰から霧峰へ移動させたが、これは岩礁の多い海岸を移動する非常に危険な冒険的行動であった。濃霧の中にもかかわらず、船団への爆撃が続いたが、これは船のマストが霧の上に突き出ており、ドイツ軍爆撃機におおよその目標を示したからであった。船団がナムソスの到着したとき、霧が晴れたが、彼らの面前には燃え盛る町とドイツ軍爆撃機の群れが現れた。このため、この自殺的状況に身を投じるのを避け、イギリス船団は霧の中へ戻り、湾の南部へ移動した。
避難可能な最後の状況である翌日の5月3日、以前のように霧の出ていた。この地域における海軍の全体指揮官、ジョン・カニンガム（en）提督はキャ灯台でクルーザー2隻、駆逐艦4隻で撤退船団を敵から遮断、重巡洋艦ヨーク、駆逐艦5隻を輸送に投入した。日没後、マウントバッテンはケリーに搭乗、船団の先導を勤めた。彼らがフィヨルド最後の曲がり角を転回したとき、燃え盛るナムソスが彼らの面前に現れた。この時点で、マウントバッテンは町をドイツ軍が占領しているかどうか知らなかった。彼らは燃え盛る対潜トロール、アストン・ヴィラのちょうど前に停泊した。マウントバッテンは波止場を閉鎖したため、全てが燃え盛っているのを見ることができた。しかし、デ・ウィアートらは撤退するために将兵5,500名を無事に集合させ、燃え盛る中、一列に並んで待機していた。
撤退は午後10時半に開始、輸送船のうち、2隻は損害を受けていた波止場に位置することができたため、撤退する将兵でいっぱいになった。最後の人員を乗せる前に、駆逐艦は他の人々を乗せ、ヨーク及び輸送艦3隻は彼らを輸送した。一方、後衛部隊は撤退を支援するために、ドイツ軍と戦っていた。これに続く油断のできない離脱と最終便とるアフリディに将兵は殺到した。そして波止場に残っている物資を破壊する時間がまったくなかったため、アフリディはナスソスから離脱した後、設備に砲撃を行った。時に5月4日、午前2時20分のことであった。
夜が明けたとき、イギリス軍は困難が襲うことを予想しており、ドイツ軍爆撃機は彼らを捜索していた。午前4時30分、イギリス船団はドイツ軍の偵察機に発見され、後続の爆撃機はすぐに到着した。その後、船団は午後遅くまで連続的に攻撃を受けた。
その日の3回目の攻撃でフランス駆逐艦ビソン（Bison）は機関銃の銃撃を受け、爆発で136名が死亡、他の駆逐艦は海上で機関銃掃射を受ける生存者を助けるために引き返した。アフリディがフランス人乗組員や何人かの連合軍将兵を迎えに行った際、爆弾2発が直撃、ビソンから乗り移った乗組員、負傷者を含む戦死者100名を出して転覆したが、イギリス艦隊の対空砲火はいくつかのドイツ空軍機を撃墜した。
輸送船団はデ・ウィアート60回目の誕生日である5月5日、スカパー・フローに到着した。

## その後

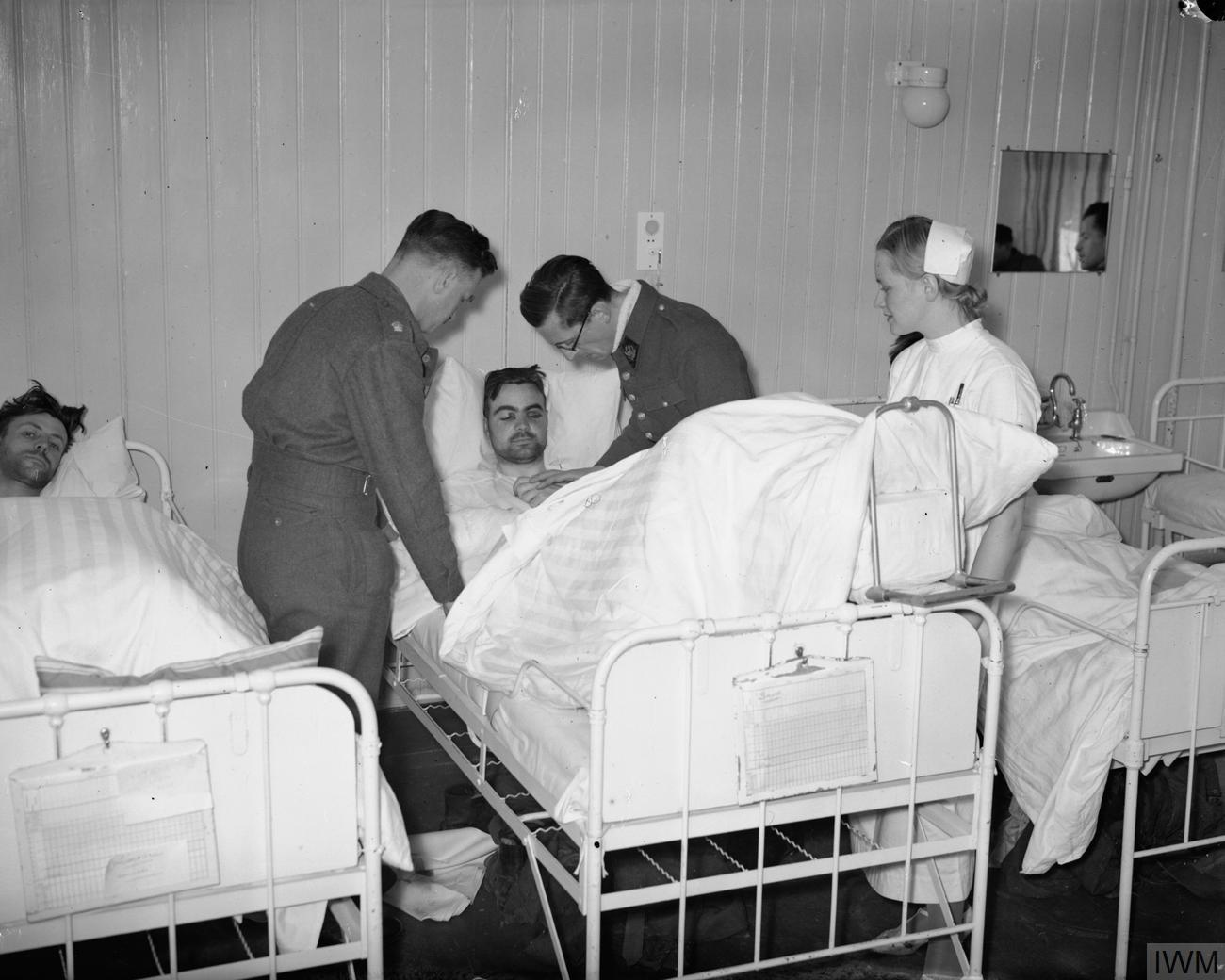
ナムソスの病院でイギリス軍負傷者の看護を行うイギリス、フランス軍医、1940年4月

ナムソスでの作戦の間、部隊と艦隊指揮官はよく指揮を行ったが、結局、成功することができなかった。この失敗はいくつかの要因によるものと考えられる。第一に、イギリス軍とフランス軍がドイツ軍の主導権に対して同時に即応して計画するだけの時間がなかったことであった。部隊は装備が整っておらず、イギリス軍は動きにくい重い毛皮のコート、ブーツで装備されていた。そして、さらにイギリス軍が到着るまでにドイツ軍はノルウェー南部の制空権を握っていた。
このことからイギリス軍の指揮官が判断も遅く攻撃的精神がかけていたという誤解は単に事実ではない。偉大なる業績はドイツ軍の爆撃が行われる中、速やかな上陸を行い、速やかに隠れたことに現れており、全部隊が迅速に南に展開し、見事に導かれ、戦いにおいてもその力強さを示した。ノルウェーの民兵たちも立派に役目を果たし、海軍最高司令部は確かに非難を受けたが、マウントバッテンは業績と大胆さを示した。
航空支援の不足は大きな不利となり、ノルウェー軍の数少ない旧式機は遠く南に配置されていた。ドイツ軍がノルウェーの飛行場を占領したため、イギリス海軍の航空機のみが連合軍の利用できた全ての航空機であった。1920年代から1930年代にかけての国防支出の圧縮により、イギリス軍が航空支援を海上輸送部隊に提供するのに十分な航空母艦を所有していないことを意味した。そして、イギリス空軍の配下にイギリス海軍航空隊を所属させたことにより、海軍が最新鋭機を得ることが優先されないことを意味した。イギリス軍はこの点で、日本より相当遅れており、グロスター グラディエーターとブラックバーン スクアはドイツ軍のメッサーシュミットBf109、メッサーシュミット Bf110、He111には単純に性能で及ぶことがなかった。さらにフランス軍には航空母艦はベアルン1隻しか存在せず、しかもノルウェー方面に配備されていなかった。
航空支援の付属は必要機材の上陸の妨げとなり、デ・ウィアートは火砲、対空砲、輸送車両のひどい欠如を懸念していた。そて、フランス軍のアルペン猟兵部隊も必要機材の不足でその戦力も能力不足となっていた。
最終的に、海軍艦隊がトロンヘイムフィヨルドに入ろうとしなかった怠慢により、作戦は成功する可能性がほとんど存在しないことを意味しており、その前後に、参謀長の動揺は時間の浪費を招き、すぐにグループはその懸念の相談を受けた。
南側の担当部隊はオンダルスネスに上陸した後、ノルウェー軍と共同してオスロから北上するドイツ軍を阻止するためにすぐさま戦いに引き入れられたため、トロンヘイム攻撃に参加することができなかった。
この敗北にもかかわらず、連合軍の努力は十分に注目された。もし、フランスが陥落しなければ、連合軍はさらに北にあるナルヴィクを占領して、冬の間にドイツ軍が必要としていたスウェーデンの鉄鉱石の輸送を阻止することができ、その流れで、連合軍がナルヴィクを占領するまで、このナムソスでの作戦はドイツ軍が北上するための陸路をチェックすることが可能となるはずであったが、後に連合軍はこれを行った。しかし、フランスが陥落する危険が発生していたため、ノルウェーからの撤退が決定された。
この地方における連合軍、そして海軍指揮官は困難な状況ながら健闘を見せ、航空支援の欠如が大きな問題であった。